# Урочище Мутвицкое
«Урочище Мутвицкое» (укр. Урочище Мутвицьке) — ландшафтный заказник общегосударственного значения, расположенный на территории Макаровского района (Киевская область, Украина).
Площадь — 785 га.

## История
Заказник был создан согласно Указу Президента Украины от 20 августа 1996 года №715.
Согласно исследованию (2013 год) С. Ефименко и А. Литвиненко, по данным кадастровой карты были выданы земельные участки на территории заказника, вопреки законодательству. В 2015 году Андреем Плигой были обнаружены рубки в заказнике площадью 44 га.

## Описание
Природоохранный объект создан с целью охраны ценных природных комплексов юга Киевского Полесья. Заказник занимает квадраты 36-50 Забуянского лесничества на территории Нежиловицкого, Забуянского, Королевского сельсоветов — долина и пойма реки Гульва (Мутвица) с прудом на ней, что между селами Забуянье, Ферма и Нежиловичи. Река Гульва (Мутвица) впадает в соединительный канал рек Кодра—Вабля.
Ближайший населённый пункт — Ферма; город — Ирпень.

## Природа
Ландшафт заказника представлен лесным массивом и эвтрофными болотами в низменностях. Здесь распространены смешанные леса, где доминирующие породы деревьев дуб, сосна, берёза повислая, осина, также встречается граб. Второй ярус представлен клёном и липом. Подлесок представлен лещиной, ландышем, разнотравьем. В заказнике встречаются виды, занесённые в Красную книгу Украиныː осока теневая, лилия кудреватая, дремлик зимовниковый, дремлик тёмно-красный, гнездовка настоящая, любка двулистная. Болота представлены травяными (с ивой пепельной и тростником) и осоковыми типами болот.
В заказнике есть поселения бобра. Является местом гнездования черного аиста.